# José Jiménez Aranda
José Jiménez Aranda (n. 7 februarie 1837, Sevilla, Andaluzia, Spania – d. 6 mai 1903, Sevilla, Andaluzia, Spania) a fost un pictor spaniol și fratele pictorilor Luis Jiménez Aranda și Manuel Jiménez Aranda.

## Biografie și operă

### Origini și influențe timpurii
A fost inițiat în primii pași spre a deveni pictor de Manuel Cabral și Eduardo Cano⁠(d).
Talentat la desen, în 1851 a intrat la Real Academia de Bellas Artes de Santa Isabel de Hungría⁠(d) (Academia Regală de Arte Frumoase a Sfintei Elisabeta a Ungariei) din Sevilla. În 1868 a studiat colecțiile din Muzeul Prado din Madrid, în special pe cele ale lui Goya și Velázquez. În 1867 a călătorit la Jerez de la Frontera pentru a lucra ca restaurator și designer de vitralii. În 1871 s-a mutat la Roma, unde a rămas timp de patru ani, făcând cunoștință cu Mariano Fortuny, care i-a influențat foarte mult picturile.

### Călătorie
În 1881 s-a mutat la París, unde a studiat timp de nouă ani, pictând cu un succes remarcabil lucrări plasate în secolul al XVIII-lea în stilul Fortuny. În 1890 s-a mutat la Madrid, pictând scene din viața de zi cu zi într-un stil mai costumbrist.

### Revenirea în orașul său natal
Moartea soției și a fiicei sale, în 1892, l-a determinat să se întoarcă în orașul natal pentru tot restul vieții. Acolo a fost numit membru al Academiei de Arte Frumoase, unde a devenit profesor, funcție pe care a deținut-o până la moartea sa în 1903. Daniel Vázquez Díaz, Eugenio Hermoso⁠(d), Ricardo López Cabrera, Manuel González Santos și Sanz Arizmendi au fost elevii săi în această perioadă la Sevilla.
În ultimul deceniu al secolului al XIX-lea a frecventat cercul de pictori peisagiști Alcala de Guadaíra, lăsând acestui gen câteva exemple de lucrări de „mare maestru” (conform lui Sorolla).
Printre lucrările sale cele mai cunoscute se numără: Petrecerea timpului în arena cu tauri (1880), Una desgracia (Un dezastru – 1890) și Sclavi de vânzare (c.1897).
A fost, de asemenea, un remarcat caricaturist și ilustrator, realizând 689 de desene pentru ediția tricentenară a lui Don Quijote (publicată în 1905).

## Galerie

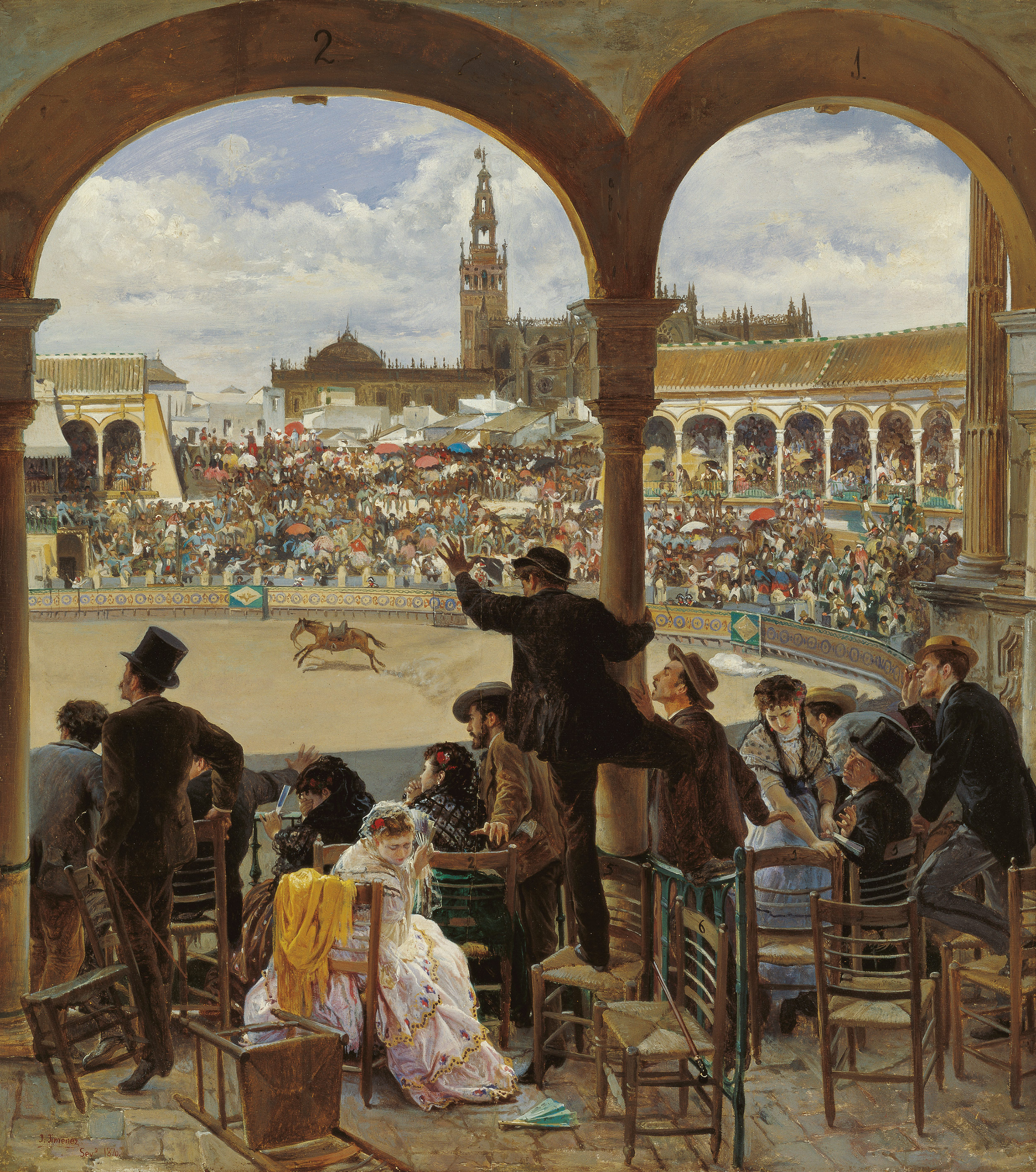
Petrecerea timpului în arena cu tauri
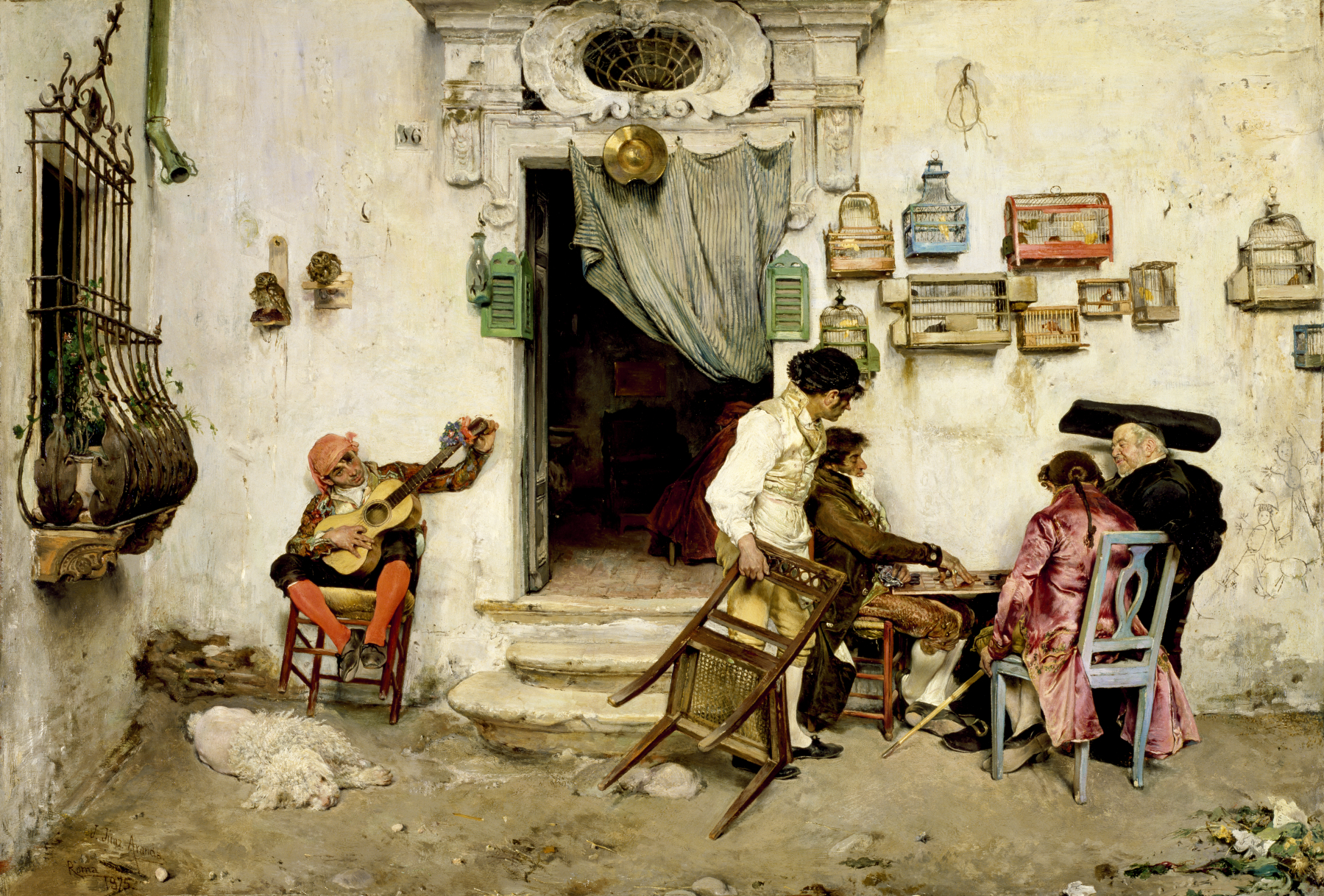
Bărbieria lui Figaro, 1875 Muzeul de artă Walters
Cafeaua lui José Jiménez Aranda
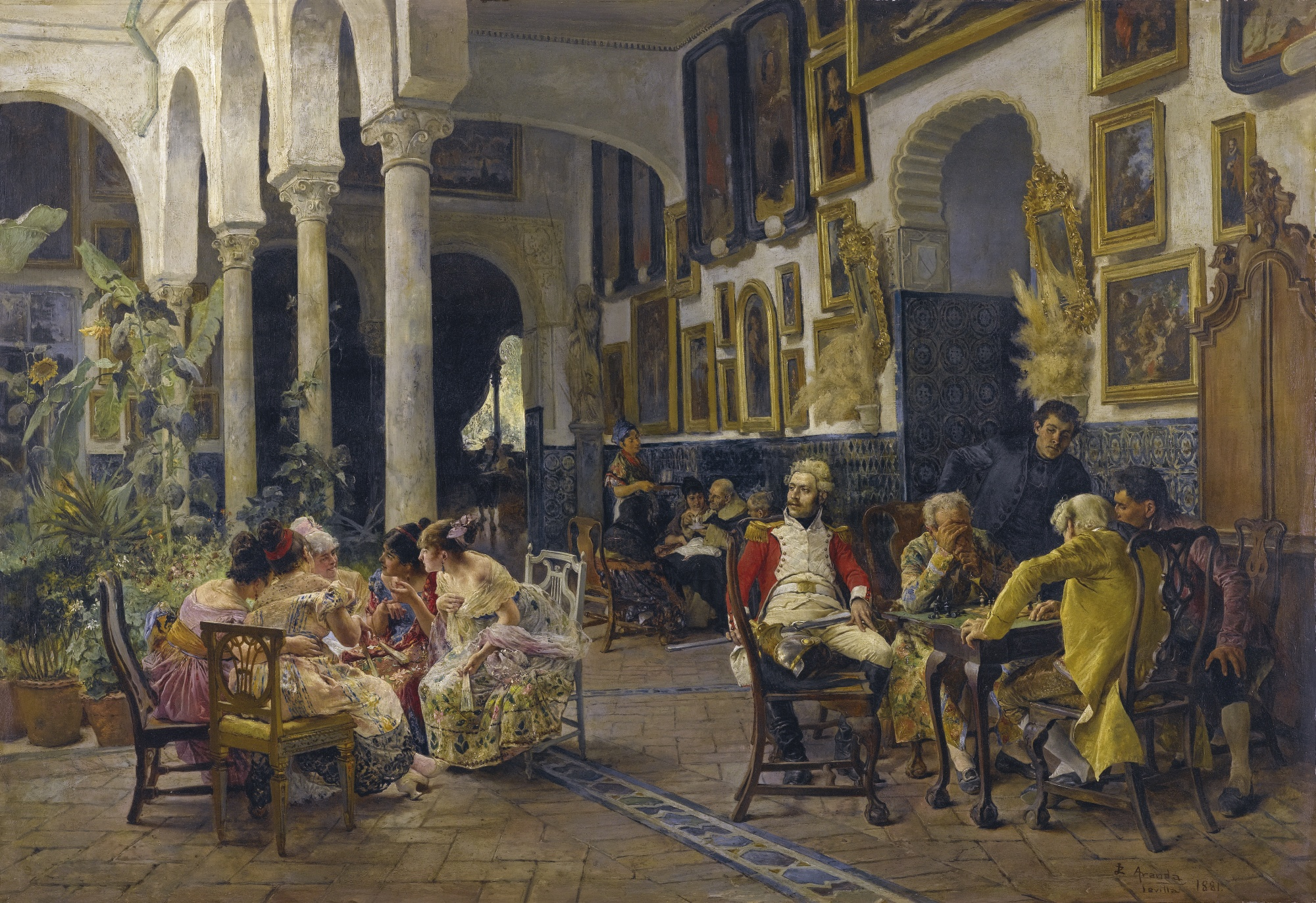
Conversație într-o curte din Sevill
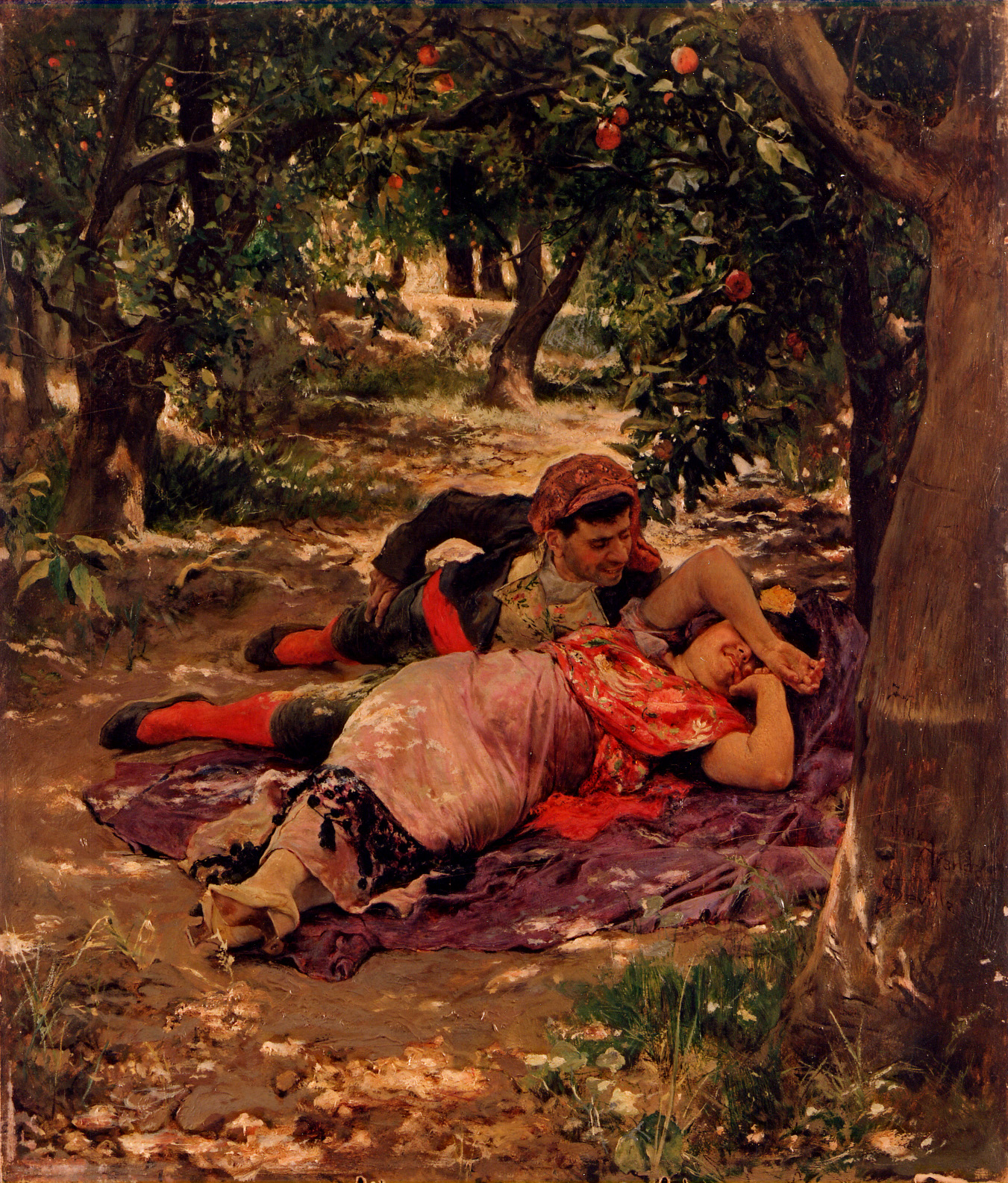
Sub portocali 1900
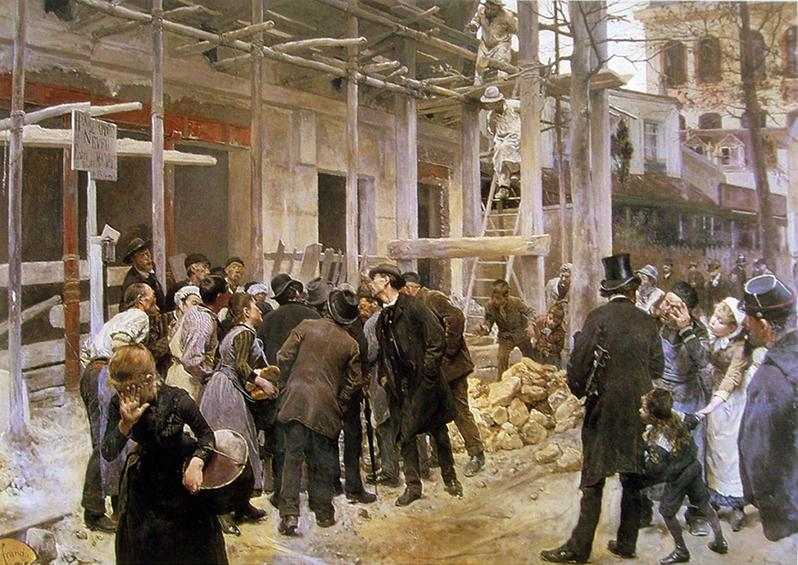
Una desgracia (Un dezastru), 1890 Museo de Bellas Artes de Sevilla⁠(d)
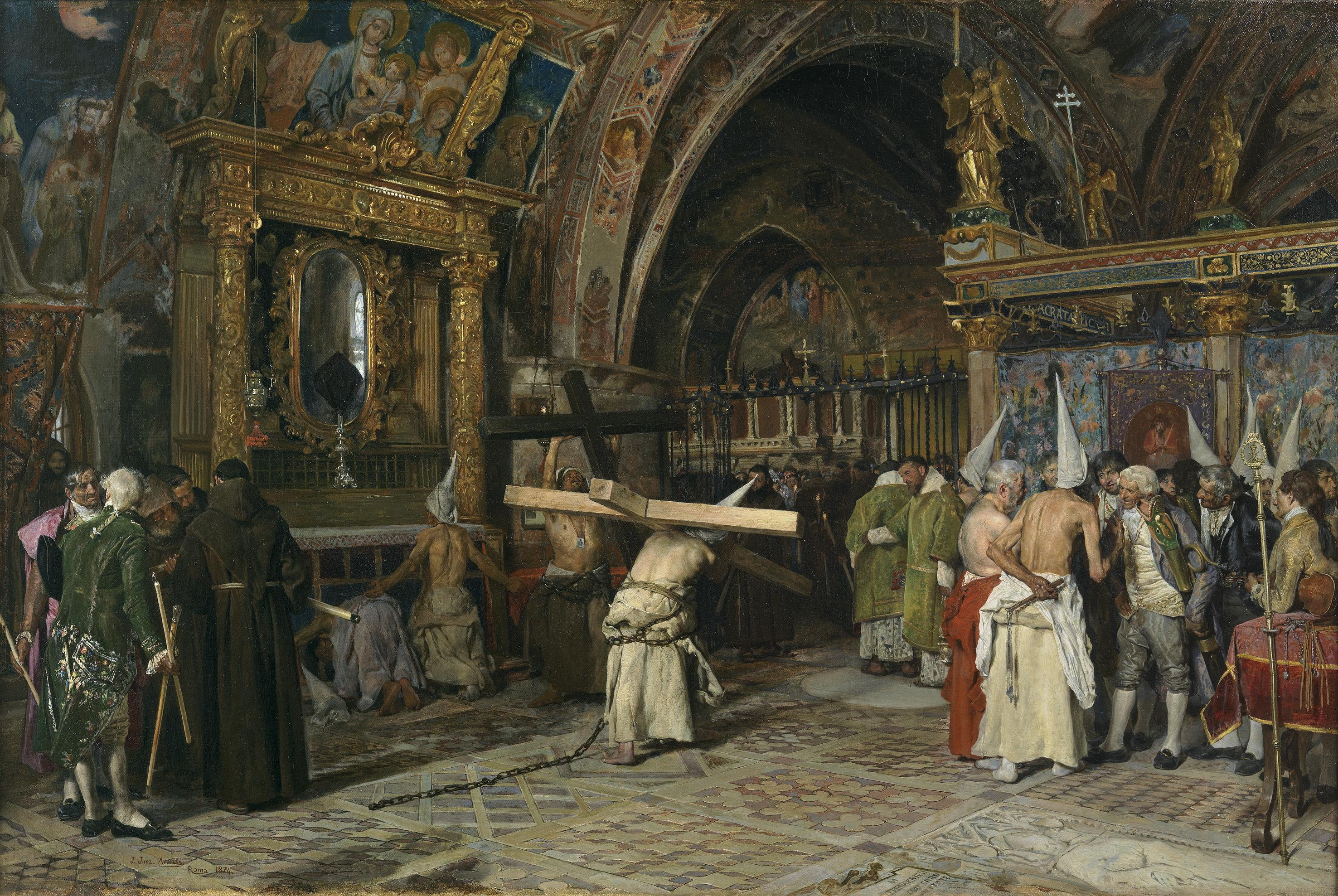
Penitenți la Bazilica Sfântul Francisc din Assisi, Muzeul Prado
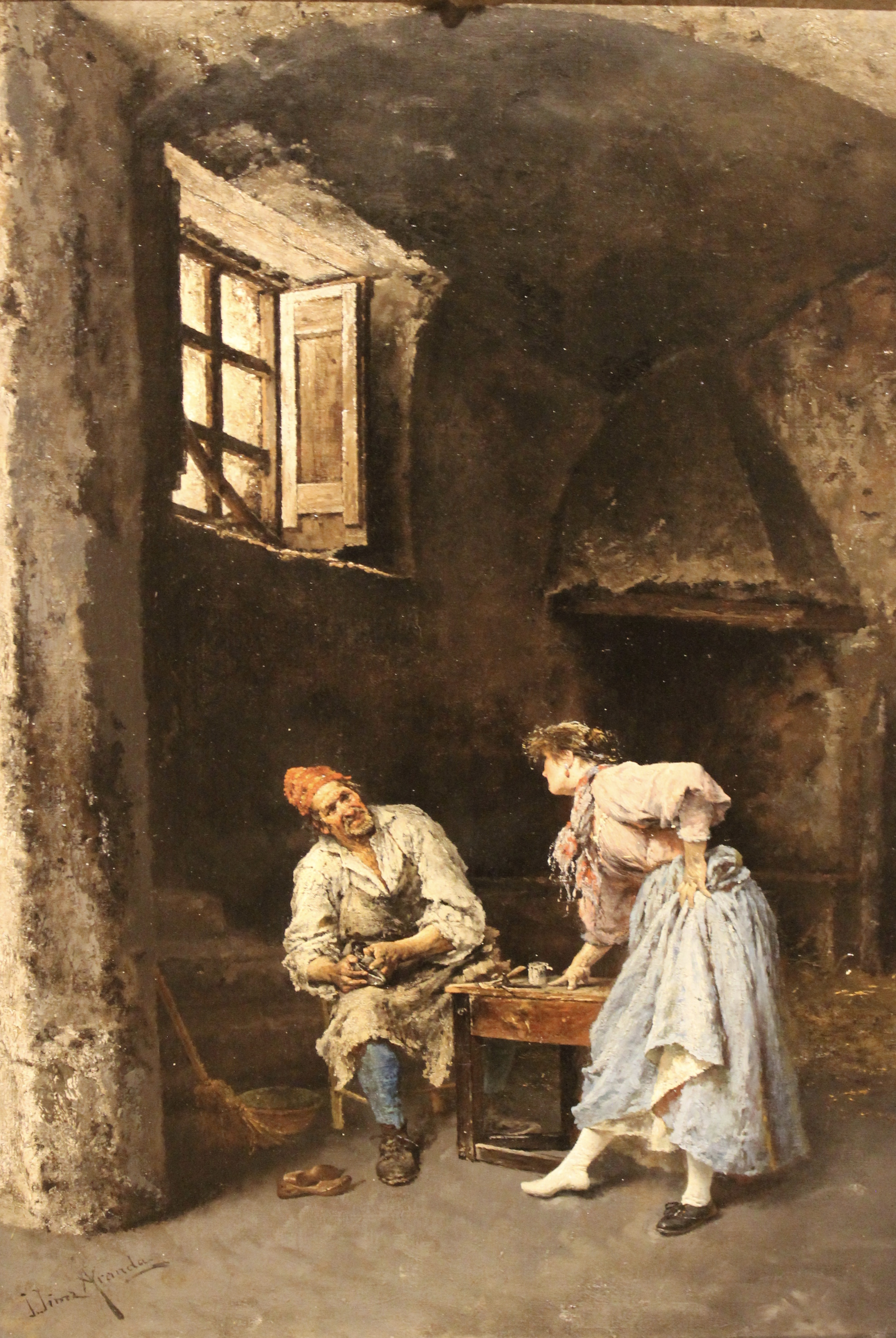
La cizmar, Muzeul de artă al Universității Wiedner
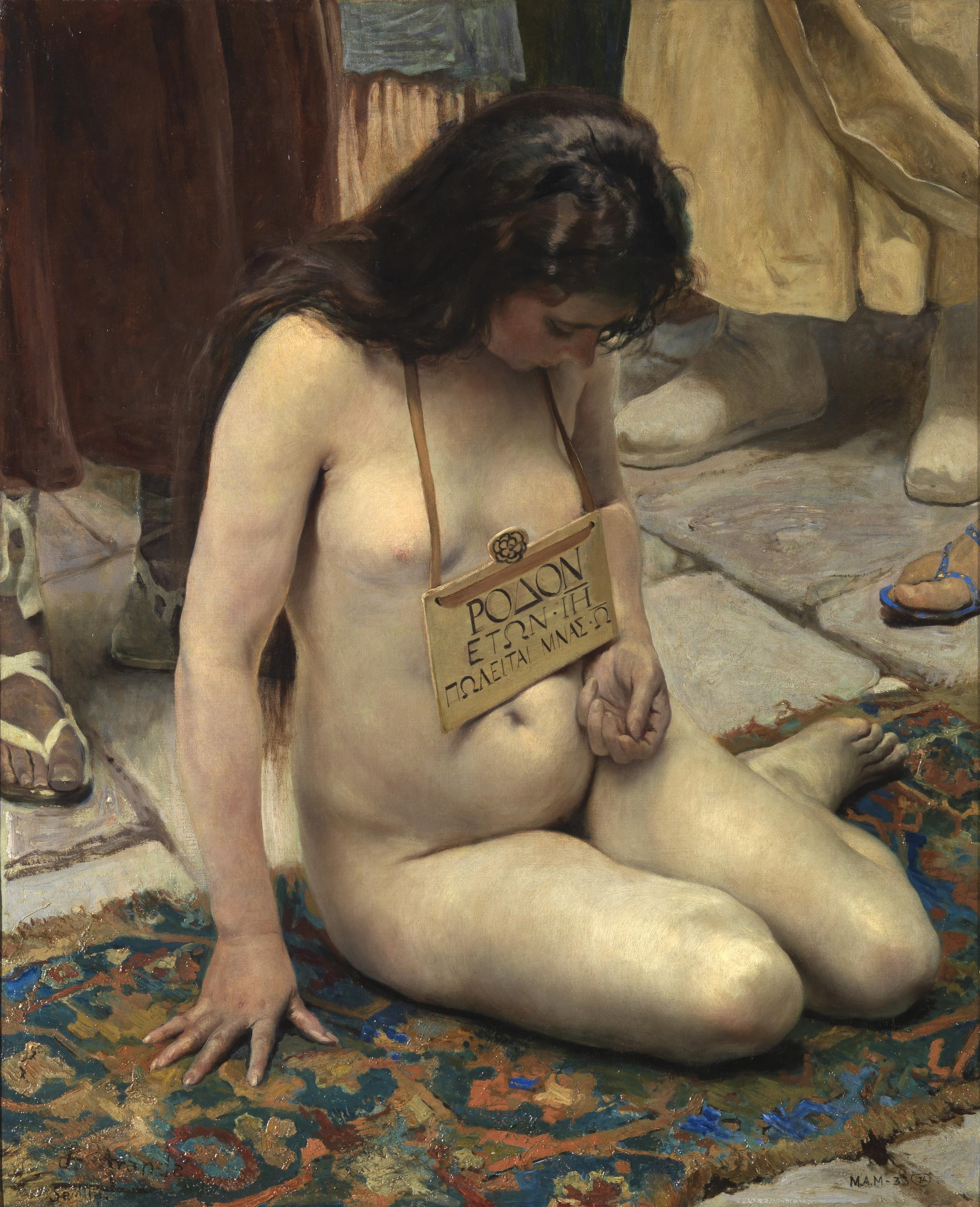
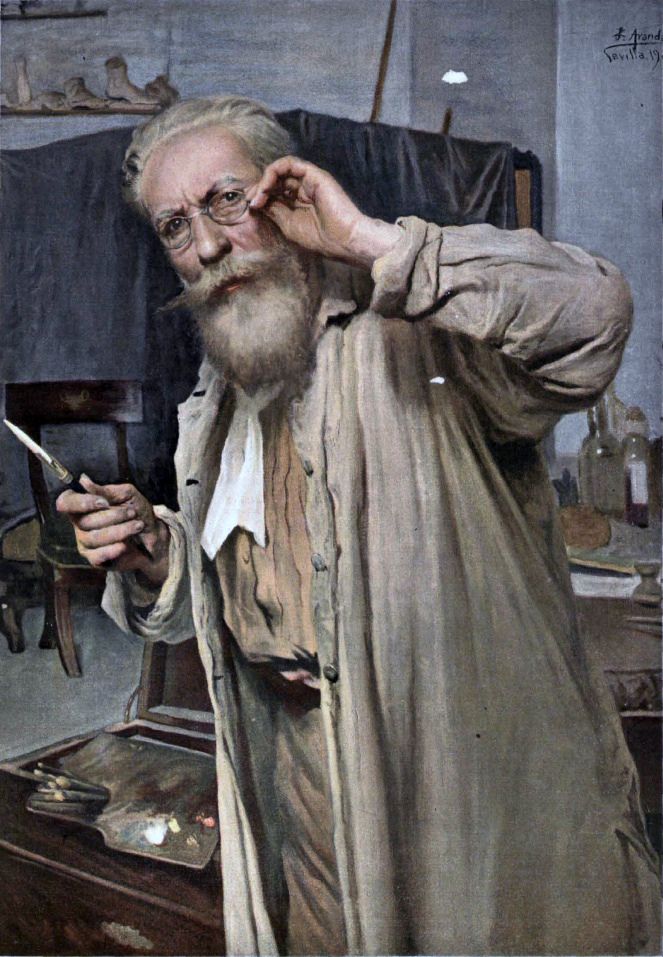
Autoportret

1. 1 2  José Jiménez y Aranda (în engleză), RKDartists
2. 1 2  José Jiménez Aranda, Diccionario biográfico español, accesat în 9 octombrie 2017
3. 1 2  José Jiménez y Aranda, Benezit Dictionary of Artists, accesat în 9 octombrie 2017
4. 1 2  José Jiménez Aranda, Jiménez Aranda, José[*]
5. 1 2 3 4 5 6  RKDartists, accesat în 2 martie 2018
6. ↑  IdRef, accesat în 5 martie 2020